# Jewgeni Wladimirowitsch Wulf

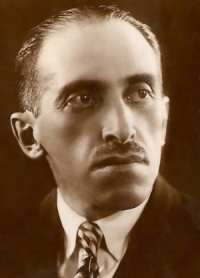
Jewgeni Wladimirowitsch Wulf

Jewgeni Wladimirowitsch Wulf, auch Eugenii, Evgenii (W)Vladimirowitsch Wulf(f), Eugen Vladimirowitsch Wulff oder Jewgen Wolodymyrowytsch Wulf (russisch Евгений Владимирович Вульф, ukrainisch Євген Володимирович Вульф) (* 25. Maijul. / 6. Juni 1885greg. in Simferopol; † 21. Dezember 1941 in Leningrad) war ein ukrainischer, russisch-sowjetischer Botaniker, Biogeograph und Hochschullehrer. Sein botanisches Autorenkürzel lautet E.Wulff.

## Leben
Wulf, Sohn von Wladimir Michailowitsch und Henrietta Michailowna Wulf, besuchte das staatliche Jungengymnasium in Simferopol. Schon früh begeisterte er sich für die Botanik. Er studierte 1903–1906 an der Universität Moskau (MGU) in der Naturwissenschaftlichen Abteilung der Physikalisch-Mathematischen Fakultät bei Michail Iljitsch Golenkin und Dmitri Petrowitsch Syreischtschikow. Anschließend ging er an die Universität Wien, um sich bei Richard Wettstein und Heinrich von Handel-Mazzetti auf Geobotanik und Pflanzen zu spezialisieren (Abschluss 1909). Mit der Dissertation über die Sterilität der Pollen der Art Potentilla wurde er 1910 zum Dr. phil. promoviert.
1910 kehrte Wulf nach Moskau zurück. Nach Verteidigung seiner Dissertation an der MGU wurde er  zum Magister der Botanik promoviert. 1913 wurde er in die Taurische Wissenschaftliche Archivkommission des Gouvernements Taurien gewählt. Seitdem erforschte er intensiv die Flora und Vegetation der Krim.
Nach Beginn des Ersten Weltkriegs gründete er 1915 zusammen mit dem neuen Direktor Nikolai Iwanowitsch Kusnezow im Botanischen Garten Nikita ein Botanisches Kabinett und Herbarien, organisierte die Anlage eines Heilkräuter- und Gewürzkräutergartens und eine Ausstellung der heimischen Flora nach Kusnezows phylogenetischem Prinzip. Er führte botanisch-geographische Untersuchungen in allen Gebirgsgegenden der Krim durch und untersuchte die Geobotanik der Sommerweiden (Jailas) im Krimgebirge. Nach der Oktoberrevolution wurde Wulf Professor an der Taurischen Universität in Simferopol.
1926 kam Wulf auf Einladung des Direktors des Leningrader Allunionsinstituts für Angewandte Botanik und Kulturpflanzen (WIR) Nikolai Iwanowitsch Wawilow als wissenschaftlicher Mitarbeiter in dieses Institut. 1927 nahm er an Expeditionen nach Italien und Frankreich teil, wo er Fines herbes untersuchte. 1934 wurde er Leiter des Herbariums und Vizeleiter der Abteilung für Geographie, Systematik und Ökologie.
Ab 1934 lehrte Wulf neben seiner Forschungsarbeit als Professor an dem nach Michail Nikolajewitsch Pokrowski benannten Leningrader Pädagogischen Institut. 1936 wurde er ohne Verteidigung einer Dissertation zum Doktor der biologischen Wissenschaften promoviert.
Während der Zeit des Lyssenkoismus wurde auch Wulf angegriffen und geriet auf die Liste der Experten, die Trofim Denissowitsch Lyssenko 1939 aus dem wissenschaftlichen Rat des WIR zu entfernen versuchte. Nach Wawilows Verhaftung und dem Beginn der Säuberung des WIR durch Johan Eichfeld verließ Wulf das WIR und widmete sich ganz der Lehre. Der Botaniker Sergei Juljewitsch Lipschiz charakterisierte Wulf als Menschen von außergewöhnlicher Freundlichkeit, der sein umfangreiches Wissen gern mit anderen teilte.
Wulf wurde während der Leningrader Blockade durch einen Granatsplitter getötet und auf dem Serafimowskoje-Friedhof in einem Massengrab begraben.